# الکساندر میشورنکو
الکساندر میشورنکو (اوکراینی: Олександр Володимирович Мішуренко؛ زادهٔ ۲۵ اکتبر ۱۹۸۸) بازیکن فوتبال اهل اوکراین است.